# Robert Prince
Robert Prince, właśc. Robert Caskin Prince III (pseud. Bobby Prince) – amerykański kompozytor muzyki do gier komputerowych. Pracował jako niezależny twórca głównie dla id Software i Apogee / 3D Realms i tworzył też efekty dźwiękowe dla gier Commander Keen 4–6, Cosmo’s Cosmic Adventure, Catacomb 3D, Wolfenstein 3D, Spear of Destiny, Blake Stone, Doom, Rise of the Triad, Doom II, Duke Nukem II, Duke Nukem 3D, Abuse, Demonstar i innych, jak również muzykę do reklam i filmów niezależnych.
Prince skończył psychologię na Uniwersytecie Georgii w 1966. Potem trafił do wojska. W latach 1969–1970 dowodził plutonem w Wietnamie ze stopniem porucznika. Po zakończeniu służby wojskowej w 1972 roku uzyskał doktorat z psychologii, a następnie z prawa – skończył aplikację w 1980 roku.
Długi czas pracował jako adwokat, ale równolegle interesował się komponowaniem muzyki MIDI. Wtedy nieoczekiwanie dostał ofertę stworzenia muzyki ze Scott Mills (Apogee Software). Kilka miesięcy później spotkał Johna Romero współtwórcę id Software – wtedy jeszcze małej i nikomu nieznanej firmy. Dzięki id Software rozpoczęła się jego droga do międzynarodowej popularności. Uzyskał ją dzięki stworzeniu muzyki do gier Wolfenstein 3D, Duke Nukem II, ale przede wszystkim do Dooma.
Stworzone do Dooma przez Prince’a utwory opierają się na muzycznym schemacie ciągłego powtarzania jednego motywu muzycznego przy zmianie brzmienia. Efektem była muzyczna mantra utrzymana w konwencji muzyki ezoterycznej lub transowej.
Ponieważ John Romero był wielkim fanem muzyki metalowej i hardrockowej przy komponowaniu Prince wykorzystywał motywy z utworów takich jak „Mouth For War Rise” (Pantera), „Them Bones” (Alice in Chains), „Master of Puppets” (Metallica) lub „Behind the Crooked Cross” (Slayer). Jako prawnik Prince wiedział, ile próbek może zastosować, żeby nie być posądzonym o plagiat. Żaden z zespołów nigdy nie próbował pozwać id Software. Przeciwnie, potem np. zespół Megadeth opracował tytułową ścieżkę muzyczną do gry Duke Nukem będący zapożyczeniem melodii Roberta Prince’a. W 2006 roku otrzymał nagrodę Lifetime Achievement Award z rąk kolegów twórców muzyki do gier.

## Dyskografia

### Albumy
- 1997: Doom Music
- 1999: Duke Nukem: Music To Score By (The Official Duke Nukem Album)
- 2007: Lost Music: Major Stryker

### Kompilacje
- 2005: Sprite Slowdown – Self Titled
- 2005: Doom: The Dark Side of Phobos
- 2005: The American Album
- 2006: The American Album: Special Edition
- 2008: Doom II: Delta-Q-Delta